# Републикански път III-133
Републикански път IIІ-133 е третокласен път, част от републиканската пътна мрежа на България, на територията на области Враца и Монтана. Дължината му е 71,8 км.
Пътят започва от 61,3 км на Републикански път II-13 в северната част на град Бяла Слатина и продължава на северозапад през Западната Дунавска равнина. Последователно преминава през селата: Търнава, Алтимир, Бързина, Манастирище, Михайлово, Септемврийци, град Вълчедръм и село Мокреш и завършва югоизточно от град Лом при 146,2-ри км на Републикански път II-81.
| Пътища, отклоняващи се надясно (населено място, № на пътя, посока на пътя) | Км   | Пътища, отклоняващи се наляво (посока на пътя, № на пътя, населено място)            |
| -------------------------------------------------------------------------- | ---- | ------------------------------------------------------------------------------------ |
| Община Бяла Слатина, Област Враца, II-13, 61,3 км гр. Бяла Слатина ←       | 0,0  | ← гр. Бяла Слатина, 61,3 км, II-13, Област Враца, Община Бяла Слатина                |
| (за с. Галиче) общински път с. Търнава ←                                   | 6,1  | с. Търнава                                                                           |
| (до гр. Оряхово) II-15 43,6 км с. Алтимир ←                                | 13,9 | ← с. Алтимир 43,6 км II-15 (от гр. Враца) → с. Алтимир общински път (за с. Сираково) |
| Община Хайредин                                                            | 16,8 | Община Хайредин                                                                      |
| (за с. Ботево) общински път с. Бързина ←                                   | 22,9 | → с. Бързина общински път (за с. Рогозен)                                            |
| с. Манастирище                                                             | 28,9 | с. Манастирище                                                                       |
| (до с. Гложене) III-101 69 км ←                                            | 31,1 |                                                                                      |
| с. Михайлово                                                               | 33,2 | ← с. Михайлово 66,9 км III-101 (от гр. Враца)                                        |
| Община Вълчедръм, Област Монтана                                           | 38,5 | Област Монтана, Община Вълчедръм                                                     |
| (за с. Бъзовец) общински път с. Септемврийци ←                             | 41,5 | ← с. Септемврийци 14,7 км III-1011 (от с. Владимирово)                               |
| гр. Вълчедръм                                                              | 51,4 | ← гр. Вълчедръм 19,9 км III-818 (от с. Долно Церовене)                               |
| (до с. Долни Цибър) III-818 21,5 км, гр. Вълчедръм ←                       | 53,0 | гр. Вълчедръм                                                                        |
| (за с. Ботево) общински път с. Мокреш ←                                    | 60,5 | с. Мокреш                                                                            |
| Община Лом                                                                 | 66,1 | Община Лом                                                                           |
| (до Лом) II-81, 146,2 км ←                                                 | 71,8 | ← 146,2 км, II-81 (от София)                                                         |

## Забележки
1. ↑  Между селата Алтимир и Бързина път ІІ-133 е в проект и се ползва обходен общински път през селата Сираково и Рогозен
2. ↑  На протежение от 2,1 км (от км 31,1 до км 33,2) път ІІІ-133 се дублира с път III-101 (от км 66,9 до км 69,0)
3. ↑  На протежение от 1,6 км (от км 51,4 до км 53,0) път ІІІ-133 се дублира с път III-818 (от км 19,9 до км 21,5)